# Thlaspi huetii
Thlaspi huetii är en korsblommig växtart som beskrevs av Pierre Edmond Boissier. Thlaspi huetii ingår i släktet skärvfrön, och familjen korsblommiga växter. Inga underarter finns listade i Catalogue of Life.